# Tunabergs hembygdsförening
Tunabergs hembygdsförening är en hembygdsförening i Tunabergs socken i Nyköpings kommun.
Hembygdsföreningen grundades 1949 med Tunabergs socken som arbetsområde. Ordförande 1949–1969 var skogsinspektor Magnus Andersson. Han värnade om insamlandet av kulturhistoriska föremål och fick många donationer till föreningen. Under de första åren ordnade man även en mängd kurser, röjde gravfält och domarringar samt deltog praktiskt i några arkeologiska utgrävningar. Föreningen fick 1950 dispositionsrätt till gruvkontoret, gruvfogdebostaden, smedjan och ytterligare några byggnader vid Tunabergs gruvor. I gruvkontoret inrättade man ett museum som senare kom att bli Tunabergs gruvmuseum, medan gruvfogdebostaden kom att användas för hembygdsföreningens lokaler. Området köptes senare av Nyköpings kommun men har disponerats av hembygdsföreningen mot visst underhållsarbete. År 1969 skänkte Nävekvarns bruk Svalbergsgården med lite mark till Tunabergs landskommun. En tid därefter beslutades det att Svalbergsgården skulle fungera som en slags filial till hembygdsgården i Tunaberg. År 1950 började man även utgivningen av Tunabergsbygden, Tunabergs hembygdsförenings årsskrift, som är en av Södermanlands läns äldsta hembygdsskrifter.